# Гальперн, Александр Яковлевич
Александр Яковлевич Гальперн (англ. Alexander Halpern, 1879, Санкт-Петербург — 1956, Лондон) — российский политический деятель. Меньшевик.

## Биография
Родился в еврейской семье. Отец, Яков Маркович Гальперн (1840—1914), был видным чиновником министерства юстиции и адвокатом, имел чин тайного советника и был одним из немногих евреев, принадлежавших к дворянскому сословию.
Александр Яковлевич Гальперн окончил юридический факультет Санкт-Петербургского университета. Адвокат, присяжный поверенный Санкт-Петербургской судебной палаты. Работал юридическим консультантом Британского посольства в Санкт-Петербурге, ряда английских и американских фирм.
Был одним из руководителей Великого востока народов России. Принят по рекомендации Керенского и Барта. Член Верховного совета ВВНР с 1912 по 1917 годы, генеральный секретарь Верховного совета ВВНР с 1916 по 1917 годы.
В феврале 1917 года сменил В. Д. Набокова на посту управляющего делами Временного правительства и занимал этот пост до свержения Временного правительства в октябре 1917 года.
До конца 1918 года полулегально жил в Москве и Петрограде. Эмигрировал, жил в Великобритании.
В 1928 году он дал интервью о масонстве Б. И. Николаевскому, впоследствии опубликованное в книге «Русские масоны и революция».
Женился на Саломее Николаевне Андрониковой. Долгое время супруги жили раздельно, Гальперн в Лондоне, а его жена в Париже, съехавшись только в 1940-х.
Во время Второй мировой войны Гальперн жил в Нью-Йорке, работая в английской разведке (British Security Coordination). Поддерживал контакты со старыми социалистами — Б. И. Николаевским, Ир. Г. Церетели, Раф. Абрамовичем и другими, сотрудничавшими в «Социалистическом вестнике».
После войны вернулся в Англию, где с женой жил в доме по адресу 39 Chelsea Park Gardens. Одну из комнат в доме Гальперны сдавали Анне Каллин (1896—1984).
Гальперн был знаком с Исайей Берлином, Зиновием Пешковым.
Советскими властями одобрялось посещение дома Гальпернов приезжавшими в Англию советскими деятелями культуры, и это был единственный такой дом в Лондоне.
Скончался в 1956 году.